# Platerodrilus paradoxus
Platerodrilus paradoxus är en skalbaggsart i släktet Platerodrilus som tillhör familjen rödvingebaggar. Arten beskrevs för första gången 1925 av den svenska zoologen Eric Mjöberg.

## Beskrivning
Precis som hos andra arter i släktet förekommer det en stor könsdimorfism mellan olikkönade individer. Hanarna är små, ca 7 mm långa och har vingar. De har även flygförmåga. Honorna däremot är marklevande och kan bli ca 60 mm långa, de saknar vingar. Honor och larver har ett hårt, bepansrat exoskelett som skydd. Huvudet är förhållandevis litet och benen smala. Larverna har liknande morfologi som honan, som behåller larvstadiets utseende efter att hon blivit en imago.  
På huvudets sidor sitter två mycket små komplexögon och framför dem ett par korta, vitgula antenner. Olika individer kan ha olika färgteckningar. Medan hanen är mörkbrun är honan ofta svart. Vissa individer har även orange färgteckning på kanterna och de taggiga utskotten på exoskelettet.

## Ekologi och levandssätt
Som hos övriga arter ur släktet Platerodrilus är det honornas och larvernas ekologi och levnadssätt som är mera känd för vetenskapen. Hanarna är små och svåra att observera, så kunskaperna om deras levnadssätt är för närvarande bristfälliga.
Det är även något oklart vad skalbaggarna livnär sig på. Det finns två hypoteser om vad de äter, troligtvis livnär de sig på svampar, vätska från murknat trä och annat organiskt material. Mandiblerna hos framförallt honor och larver är små och outvecklade så det är högst osannolikt att skalbaggarna äter stora insekter med hårt exoskelett. Den andra hypotesen är att de är rovlevande men jagar små mjuka bytesdjur som snäckor och små marklevande insekter.
Det är svårt att observera hur parningen sker hos Platerodrilus paradoxus. Honor och hanar lever avskilt förutom vid parning, och det är ytterst svårt att få syn på en hane. Honor lockar till sig hanar genom att exponera buksidan och de obefruktade äggen. Möjligtvis avger de feromoner också. Detta pågår i fyra till fem dagar innan skalbaggarna tvingas lägga de obefruktade äggen direkt på marken eller på fallna träd. Det är dock känt, att skalbaggarna inte kan befrukta sig via partenogenes, utan bara via könlig förökning. Honorna dör så snart de lagt äggen.
Juvenila individer växer genom att ömsa exoskelett.

## Utbredning
Observationer av arten görs främst på Borneo. Platerodrilus paradoxus återfinns i de tropiska regnskogarna i framförallt öns norra områden. Men skalbaggen finns även i Sarawak i Malaysia.

## Status och hot
Platerodrilus paradoxus möter flera hot. Då den lever i tropisk regnskog i Sydostasien, och framförallt på Borneo, är det största hotet skogsskövling och habitatförlust. Även användningen av bekämpningsmedel är ett problem, likaså insektssamlare och illegal insamling eller smuggling av djur.

## Se även

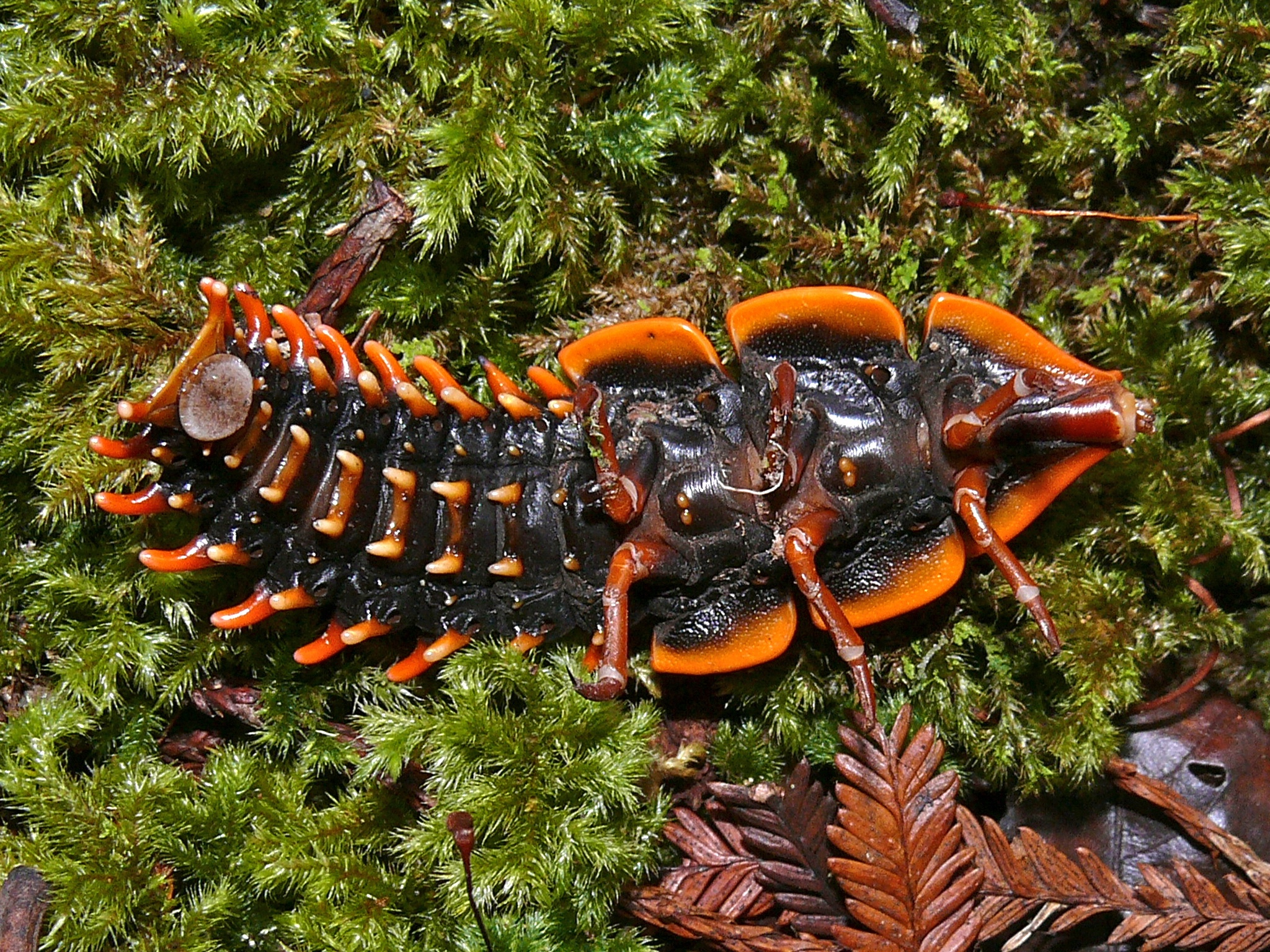
Platerodrilus paradoxus hona i naturlig miljö. Bild visar buksida.
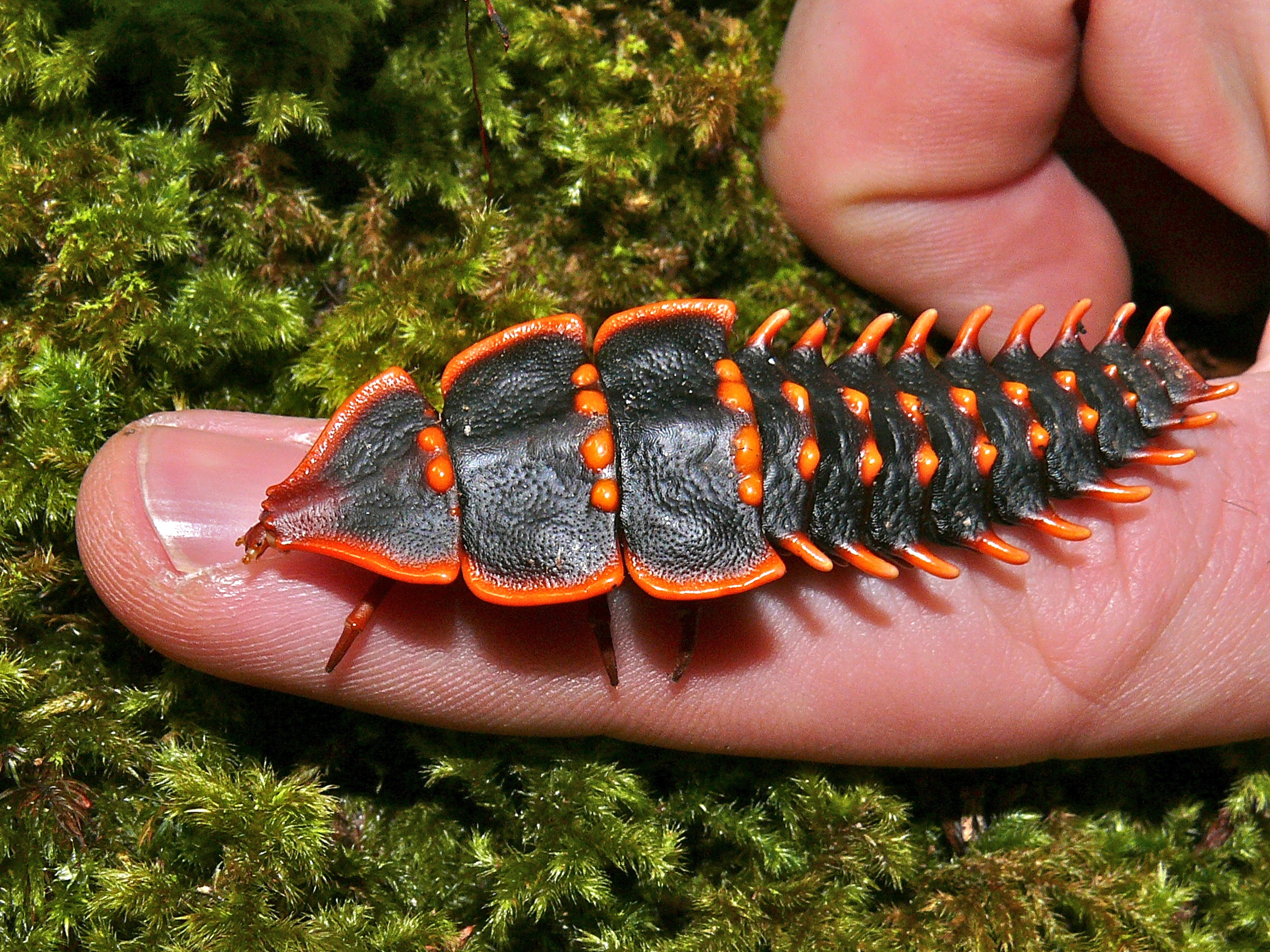
Platerodrilus paradoxus hona på hand

### Fotnoter
1. 1 2 3  ”The taxonomy and diversity of Platerodrilus (Coleoptera, Lycidae) inferred from molecular data and morphology of adults and larvae”. https://www.ncbi.nlm.nih.gov/pmc/articles/PMC4137290/pdf/zookeys-426-029.pdf. Läst 2 juli 2020.
2. 1 2  ”Platerodrilus paradoxus Mjoeberg 1925 - Plazi TreatmentBank” (på engelska). treatment.plazi.org. http://treatment.plazi.org/id/989102E9AE758A8E21D901BDCBD31914. Läst 6 juli 2020.
3. 1 2 3 4  Crew, Bec. ”Trilobite Beetles are Happy Being on Land, Alive in the Present Day” (på engelska). Scientific American Blog Network. https://blogs.scientificamerican.com/running-ponies/trilobite-beetles-are-happy-being-on-land-alive-in-the-present-day/. Läst 6 juli 2020.
4. ↑  ”Observationer · iNaturalist”. iNaturalist. https://www.inaturalist.org/observations?place_id=any&taxon_id=497758. Läst 6 juli 2020.